# Дуве, Николай Оттович
Николай Оттович Дуве (1826—1902) — генерал от инфантерии русской императорской армии.

## Биография
Происходил из рода Бенеке фон Дуве, внесённого в 1789 году в 3-ю часть, а в декабре 1795 года — в 6-ю часть дворянской родословной книги Витебской губернии. Его представители пользовались сокращенным вариантом фамилии — Дуве.
Николай Дуве родился 19 февраля (3 марта) 1826 года в имении Дорожкино Невельского уезда. Его отец — родоначальник рода — Отто Бенеке фон Дуве (ок. 1780 — август 1861) происходил из прусских дворян. На российскую службу, в Семёновский полк он поступил унтер-офицером в апреле 1797 года; вышел в отставку в январе 1801 года в звании поручика. Владел имением Дорожкино, где после окончания Отечественной войны содержалось около 1000 военнопленных; во время войны он деятельно способствовал доставке провианта и фуража в армию Витгенштейна. После окончания войны в 1814—1819 годах активно содействовал строительству Сеньковской и Серуцкой почтовых станций на Санкт-Петербургском тракте, церкви в Поречье, о чём докладывал при личной встрече Александру I в 1817 году. В 1826—1829 годах был Невельским уездным предводителем дворянства. В 1845 году владел 434 душами крепостных крестьян. Мать — урождённая Шарлота фон Шильдер (ок. 1790 — 1870) была родной сестрой русского военного инженера, генерала Карла Андреевича фон Шильдера. В семье было 7 детей: Елена, Егор (Георг), Надежда, Владимир, Николай, Елизавета и Вера.
Образование получил, как и брат Владимир, в Нижегородском графа Аракчеева кадетском корпусе, с 1842 года — в Дворянском полку, из которого в 1844 году был выпущен прапорщиком в лейб-гвардии Литовский полк. В 1849 году был произведён в поручики и в мае—ноябре этого же года принял участие в Венгерском походе. В 1854—1855 годах участвовал в охране берегов Эстляндии от соединенных флотов Англии и Франции и в 1855 году произведён в капитаны; с 27 июля по 11 сентября 1856 года «находился в Москве в составе отряда войск гвардейского и гренадерского корпуса, собранных по случаю Священного коронования Их Императорских Величеств». В 1860 году был произведён в полковники и в июне 1861 года был назначен командиром 4-го резервного батальона Белозерского пехотного полка; 6 апреля 1863 года из 4-го резервного батальона и бессрочно-отпускных был сформирован двухбатальонный Белозерский резервный пехотный полк, который 13 августа 1863 года получил наименование Лифляндского пехотного полка; командиром этого полка был назначен Н. О. Дуве и участвовал с ним в подавлении Польского восстания. В 1867 году — 24 мая сдал полк и был зачислен по армейской пехоте, а в октябре 1867 года был назначен командиром 17-го пехотного Архангелогородского полка; генерал-майор — с 30 августа 1873 года.
В 1873 году стал Радомским губернским воинским начальником и командиром Радомского губернского батальона, затем — Калишским губернским воинским начальником, в 1874 году — Седлецким губернским воинским начальником. В ноябре 1881 года уволен в запас армейской пехоты, но оставлен в распоряжении командующего Варшавского военного округа.
С 3 апреля 1883 по 2 августа 1884 года был командиром 2-й бригады 30-й пехотной дивизии. В 1884 году, 20 августа был назначен командиром 20-й пехотной дивизии и 30 августа произведён в генерал-лейтенанты. С 1 декабря 1888 года — начальник гарнизона Владикавказа. Со службы  он был уволен с производством в генералы от инфантерии 12 декабря 1894 года.
Умер в январе 1902 года и был похоронен на лютеранском кладбище в Житомире.

## Награды
- орден Св. Станислава 3-й ст. (1856)
- орден Св. Анны 3-й ст. (1859)
- орден Св. Станислава 2-й ст. (1864)
- орден Св. Анны 2-й ст. (1870; императорская корона к ордену — 1872)
- орден Св. Владимира 3-й ст. (1878)
- орден Св. Станислава 1-й ст. (1883)
- орден Св. Анны 1-й ст. (1887)
- знак отличия беспорочной службы за XL лет (1889)
- орден Св. Владимира 2-й ст. (1890)

иностранный:
- персидский орден Льва и Солнца 1-й ст. (1890)

## Семья
Был женат дважды.
Первый раз он женился 7 октября 1856 года на дочери подполковника, Елене Густавовне фон Полль; у них в 1865 году родилась дочь Мария.
Второй его женой стала дочь генерала Екатерина Яковлевна Михайловская.